# Terranova ginglymostomae
Terranova ginglymostomae är en rundmaskart som beskrevs av Olsen. Terranova ginglymostomae ingår i släktet Terranova och familjen Anisakidae. Inga underarter finns listade i Catalogue of Life.